# Woudkantons

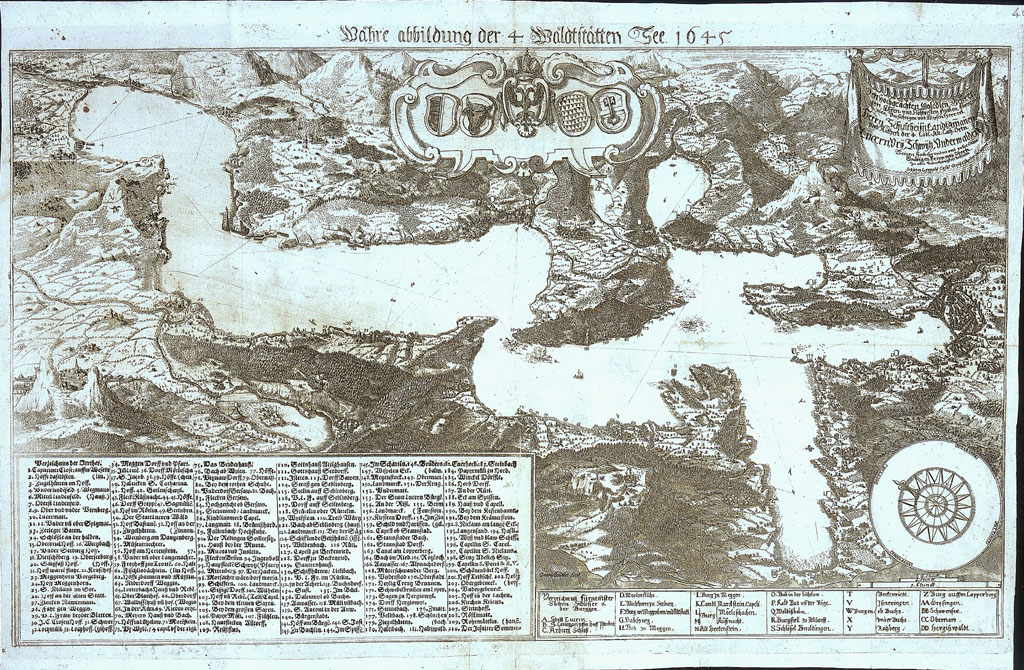
De vier Woudkantons (Waldstätten) Uri, Schwyz, Unterwalden en (sinds 1332) Luzern

De woudkantons of woudsteden (Duits: Waldstätte, niet te verwarren met Waldstädte, de Zwarte-Woudsteden) zijn de oerkantons van het Zwitserse Eedgenootschap Uri, Schwyz en Unterwalden plus Luzern, dat zich daarbij in 1332 aansloot.
Naar de woudkantons genoemd is het Vierwoudstrekenmeer (Duits: Vierwaldstättersee), waar ze omheen liggen.